# Svidnička
Svidnička é um município da Eslováquia, situado no distrito de Svidník, na região de Prešov. Tem 5,72 km² de área e sua população em 2018 foi estimada em 137 habitantes.

## Demografia
| Ano:        | 1994 | 2004 | 2014   | 2024   |
| ----------- | ---- | ---- | ------ | ------ |
| Broj ljudi: | 132  | 132  | 139    | 135    |
| Razlika:    |      | +0%  | +5,30% | -2,87% |

| Ano:               | 2023 | 2024   |
| ------------------ | ---- | ------ |
| Número de pessoas: | 132  | 135    |
| Diferença:         |      | +2,27% |